# Federico Olóriz Aguilera
Federico Miguel de la Santísima Trinidad Olóriz Aguilera (9 d'octubre de 1855, Granada, 28 de febrer de 1912, Madrid) va ser un metge i investigador espanyol, acadèmic de la Reial Acadèmia de la Història.

## Biografia
Nascut en 1855, ingressa amb 16 anys en la Facultat de Medicina de la Universitat de Granada. Després de llicenciar-se, treballa en l'Hospital de San Juan de Dios, on arriba a director, al mateix temps que desenvolupa les seves recerques sobre anatomia, que el portaran a ocupar la càtedra de l'àrea en la Universitat Central de Madrid. Allí manté contacte amb figures reconegudes com Santiago Ramón y Cajal, podent treballar en camps com l'antropologia (estudia l'índex cefàlic a Espanya) i el tractament del còlera (vegeu: Pandèmies de còlera a Espanya). Malgrat haver dedicat gran part de la seva vida professional a la ciència pura, és una aplicació tècnica la que troba major ressonància, en desenvolupar una tècnica pionera de dactiloscòpia (identificació per empremtes dactilars).

## Identificació dactilar
Creador del sistema d'identificació dactilar usat en Espanya i Portugal abans de l'arribada dels sistemes informàtics, el Dr. Federico Olóriz Aguilera va prendre com a base del seu sistema de classificació la de Juan Vucetich, que establia quatre tipus de dactilogrames atenent al nucli. Olóriz també agrupa als dactilogrames en quatre tipus fonamentals, classificats segons el delta. L'absència o presència del delta i el seu nombre i situació, quan existeix, determina el grup al qual pertany. Segons el que s'ha dit, en el sistema espanyol, qualsevol dactilograma ha de pertànyer a un dels quatre següents grups:
- Primer tipus: A - Adeltes (sense delta)
- Segon tipus: D - Dextrodeltes (amb un delta a la dreta)
- Tercer tipus: S - Sinistrodeltes (amb un delta a l'esquerra)
- Quart tipus: V - Bideltes (amb dos o més deltes)

Atès que les impressions dactilars es mostren invertides, és necessari acordar un conveni per determinar el costat dret i esquerre de la petjada. Així, tradicionalment es considera com a costat dret el de l'observador. Per a una classificació més detallada, Olóriz Aguilera va identificar i va nomenar fins a 10 característiques pròpies de les empremtes dactilars que ajudarien a reduir el nombre de comparacions necessàries per a la identificació d'un individu en una base de dades.

## Reconeixement
Existeix una Avinguda del Doctor Olóriz a la seva Granada natal i carrers dedicats al Doctor Olóriz en Madrid i les localitats granadines de Huétor Tájar, Ogíjares i Chauchina.